# Shimen
Shimen (chiń. upr. 石门区; chiń. trad. 石門區; pinyin Shímén qū; Wade-Giles Shih-men ch’ü; pe̍h-ōe-jī Chio̍h-mn̂g-khu) – dzielnica (chiń. 區, qū) miasta wydzielonego Nowe Tajpej na Tajwanie. Znajduje się w północnej części miasta. 
23 czerwca 2009 komitet przy Ministrze Spraw Wewnętrznych Republiki Chińskiej zarekomendował przekształcenie dotychczasowego powiatu Tajpej (chiń. trad. 臺北縣; pinyin Taibei xiàn) w miasto wydzielone; wszystkie gminy wiejskie (chiń. 鄉, xiāng), jak Shimen, gminy miejskie i miasta wchodzące w skład powiatu zostały przekształcone w dzielnice (chiń. 區, qū). Ustawa weszła w życie 25 grudnia 2010 roku.
Populacja dzielnicy Shimen w 2016 roku liczyła 12 496 mieszkańców – 6027 kobiet i 6469 mężczyzn. Liczba gospodarstw domowych wynosiła 4305, co oznacza, że w jednym gospodarstwie zamieszkiwało średnio 2,9 osób.

## Demografia (2010–2016)
| Rok  | Liczba ludności | Gęstość zaludnienia | Kobiety | Mężczyźni | Gospodarstwa domowe |
| ---- | --------------- | ------------------- | ------- | --------- | ------------------- |
| 2010 | 12 700          | 247                 | 6020    | 6680      | 4061                |
| 2011 | 12 841          | 250                 | 6120    | 6721      | 4161                |
| 2012 | 12 798          | 249                 | 6103    | 6695      | 4236                |
| 2013 | 12 794          | 249                 | 6136    | 6658      | 4264                |
| 2014 | 12 733          | 248                 | 6106    | 6627      | 4283                |
| 2015 | 12 641          | 246                 | 6091    | 6550      | 4311                |
| 2016 | 12 496          | 243                 | 6027    | 6469      | 4305                |